# Харківська сільська рада (Талалаївський район)
Харківська сільська́ ра́да — колишній орган місцевого самоврядування у Талалаївському районі Чернігівської області. Адміністративний центр — село Харкове.

## Населені пункти
Сільській раді підпорядковані населені пункти:
- с. Харкове
- с. Лавіркове
- с. Новоселівка
- с. Степове
- с. Шевченка

## Загальні відомості
- Територія ради: 49,873 км²
- Населення ради: 795 осіб (станом на 2001 рік). З них село Харкове — 379 осіб, Лавіркове — 134 особи, Новоселівка — 225 осіб, Степове — 38 осіб, Шевченка — 19 осіб.
- Відстань до районного центру шосейними шляхами 16 кілометрів.

## Історія
Харківська сільська рада зареєстрована у 1960 році. Стала однією з 13-ти сільських рад Талалаївського району і однією з трьох, яка складається з 5-ти населених пунктів.

## Склад ради
Рада складається з 14 депутатів та голови.
- Голова ради: Фесак Галина Миколаївна
- Секретар ради: Михно Людмила Володимирівна

### Керівний склад попередніх скликань
| ПІБ                      | Основні відомості                                    | Дата обрання | Дата звільнення |
| ------------------------ | ---------------------------------------------------- | ------------ | --------------- |
| Скиба Олексій Михайлович | Сільський голова, 1951 року народження, безпартійний | 26.03.2006   | 31.10.2010      |
| Фесак Галина Миколаївна  | Сільський голова, 1960 року народження, освіта вища  | 31.10.2010   |                 |

Примітка: таблиця складена за даними джерела

### Депутати
За результатами місцевих виборів 2010 року депутатами ради стали:

#### За суб'єктами висування
| Суб'єкт висування                 | Кількість обраних депутатів | %    |
| --------------------------------- | --------------------------- | ---- |
| Партія регіонів                   | 4                           | 28,6 |
| Політична партія «Сильна Україна» | 4                           | 28,6 |
| Соціалістична партія України      | 3                           | 21,4 |
| Комуністична партія України       | 2                           | 14,3 |
| Самовисування                     | 1                           | 7,1  |

#### За округами
| № округу                          | Прізвище, ім'я, по батькові      | Дата визнання обраним | Освіта         | Партійна приналежність            | Відомості про обраного депутата          |
| --------------------------------- | -------------------------------- | --------------------- | -------------- | --------------------------------- | ---------------------------------------- |
| Комуністична партія України       |                                  |                       |                |                                   |                                          |
| 11                                | Носач Іван Лукич                 | 01.11.2010            | Освіта вища    | член Комуністичної партії України | пенсіонер                                |
| 13                                | Протасевич Олександр Миколайович | 01.11.2010            | Освіта середня | позапартійний                     | ТОВ АФ «Обрій ЛТД», механізатор          |
| Партія регіонів                   |                                  |                       |                |                                   |                                          |
| 1                                 | Горянська Лариса Василівна       | 01.11.2010            | Освіта середня | позапартійна                      | ТОВ АФ «Обрій ЛТД», бухгалтер            |
| 4                                 | Остапенко Віра Іванівна          | 01.11.2010            | Освіта вища    | позапартійна                      | ТОВ АФ «Обрій ЛТД», бухгалтер            |
| 9                                 | Чинчик Тетяна Миколаївна         | 01.11.2010            | Освіта середня | позапартійна                      | ТОВ АФ «Обрій ЛТД», зав.фермою           |
| 14                                | Салівон Олександр Миколайович    | 01.11.2010            | Освіта середня | член Партії регіонів              | ТОВ АФ «Обрій ЛТД», інженер              |
| Політична партія «Сильна Україна» |                                  |                       |                |                                   |                                          |
| 2                                 | Співак Ольга Григорівна          | 01.11.2010            | Освіта середня | позапартійна                      | ТОВ АФ «Обрій ЛТД», бухгалтер            |
| 6                                 | Михно Людмила Володимирівна      | 01.11.2010            | Освіта вища    | позапартійна                      | Харківська сільська рада, секретар       |
| 7                                 | Гей Оксана Володимирівна         | 01.11.2010            | Освіта середня | позапартійна                      | Харківська сільська рада, бібліотекар    |
| 10                                | Журба Лариса Петрівна            | 01.11.2010            | Освіта середня | позапартійна                      | фельдшерсько-акушерський пункт, фельдшер |
| Соціалістична партія України      |                                  |                       |                |                                   |                                          |
| 5                                 | Балко Марія Миколаївна           | 01.11.2010            | Освіта вища    | позапартійна                      | Харківська сільська рада, бухгалтер      |
| 8                                 | Гмира Світлана Борисівна         | 01.11.2010            | Освіта середня | позапартійна                      | тимчасово не працює                      |
| 12                                | Титаренко Валерій Іванович       | 01.11.2010            | Освіта середня | позапартійний                     | тимчасово не працює                      |
| Самовисування                     |                                  |                       |                |                                   |                                          |
| 3                                 | Лилка Руслан Володимирович       | 01.11.2010            | Освіта вища    | член Партії регіонів              | ТОВ АФ «Обрій ЛТД», бухгалтер            |

## Освіта
На території сільської ради працює Харківська ЗОШ I-III ст., в якій навчається 116 учнів, та Харківський ДНЗ «Ранок».